# Paul J. James
Paul Julian James (* 11. September 1964 in Leicester, England) ist ein englischer Basketballtrainer und ehemaliger -spieler. Als Spieler und Trainer war James lange Zeit für die Tigers und deren Nachfolgeverein Heat in der British Basketball League aktiv. 
Als Spieler gewann er dabei dreimal den Ligapokal „BBL Trophy“ und zweimal den Pokalwettbewerb „National Cup“. Auch seine Trainerkarriere begann der ehemalige englische Nationalspieler bei den Tigers. Erst nach der Wiedergründung der Franchise 2005 als Heat in Guildford stellten sich auch Titelgewinne ein. So gewann James als Trainer der Heat alle Wettbewerbe der BBL zwischen 2007 und 2008 je einmal, wobei er 2007 als Trainer des Jahres der BBL ausgezeichnet wurde. 2009 wurde er Nachfolger von Chuck Evans als Trainer der Worcester Wolves und war 2010 auch als Trainer für die englische Nationalmannschaft bei den „FIBA Commonwealth Championships“ im Rahmen der Commonwealth Games 2010 vorgesehen, nachdem er zuvor bereits englische Jugendauswahlmannschaften trainiert hatte. Das Turnier 2010 wurde schließlich nach Terminkollisionen mit anderen Verpflichtungen der wichtigsten Teilnehmerländer abgesagt. In der Saison 2013/14 gewann James mit den Wolves in den BBL-Play-offs deren ersten Titel in dieser Spielklasse.